# فينيولي بوربيرا
فينيولي بوربيرا (بالإيطالية: Vignole Borbera)‏ هي بلدية في مقاطعة ألساندريا في إقليم بييمونتي في إيطاليا.

## السكان
في سنة 1861 بلغ عدد السكان 921 نسمة، وتطور العدد ليصل في سنة 2011 لـ 2٬245 نسمة.
يظهر هذا المخطط البياني تطور النمو السكاني لـ فينيولي بوربيرا

## أعلام
- أومبرتو باسكوالي